# Giacomo Ferrari (astronomo)

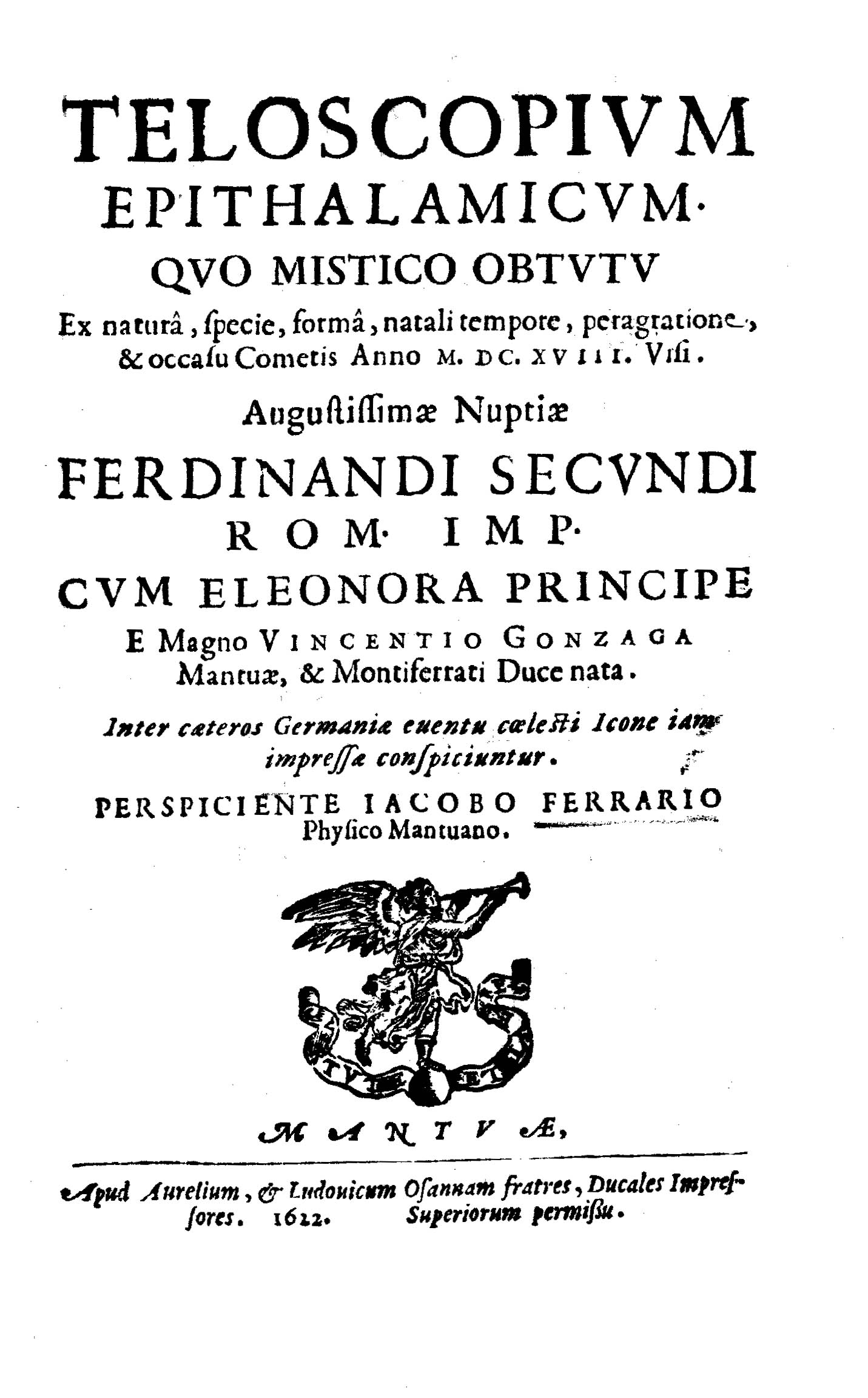
Teloscopium epithalamicum, 1622

Giacomo Ferrari (XVI secolo – XVII secolo) è stato un astronomo italiano di Mantova.
Scrisse della cometa del 1618.

## Opere
- (LA) Giacomo Ferrari, Teloscopium epithalamicum, Mantuae, Aurelio Osanna, Lodovico Osanna, 1622. URL consultato il 14 giugno 2015.